# Samuel Hill (grabador)
Samuel Hill (c. 1765 - c. 1809) fue un grabador que trabajó en Boston, Massachusetts, a finales del siglo XVIII y principios del XIX. Sus grabados fueron publicados en la revista Massachusetts Magazine;  Defoe's New Robinson Crusoe (1790); Ensayos sobre Fisionomía de Lavater (1794); Geografía Universal Americana (1796); Tres viajes de Cook al océano Pacífico (1797). 
Los temas de Hill iban desde mapas hasta ilustraciones literarias y paisajes; los sujetos retratados incluían a James Bowdoin, al reverendo John Murray de Newburyport, Massachusetts, y a Elizabeth White (fallecida en 1798). Ejemplos del trabajo de Hill se pueden encontrar en la Sociedad Anticuaria Americana, la Sociedad Histórica de Massachusetts y el Museo de Bellas Artes de Boston. 
Los académicos continúan debatiendo las fechas precisas del nacimiento y la muerte de Hill. Se han sugerido las siguientes posibilidades para el período de vida de Hill: nacido el 27 de julio de 1750, "probablemente hijo de Alexander y Thankful Hill"; 1765-1809; y 1766?-1804.

## Grabados

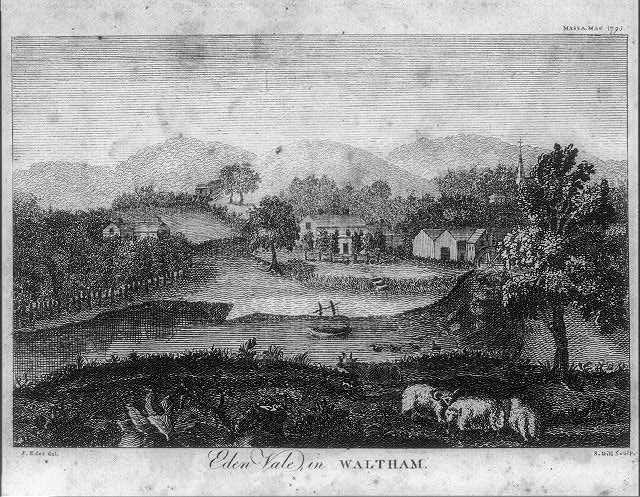
Eden Vale por Samuel Hill en 1793
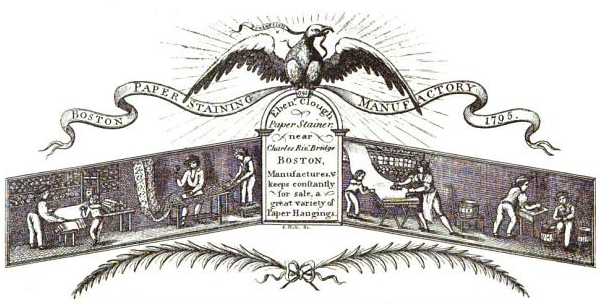
Billhead de Ebenezer Clough, de Boston, manchador de papel, grabado por Samuel Hill antes de 1800
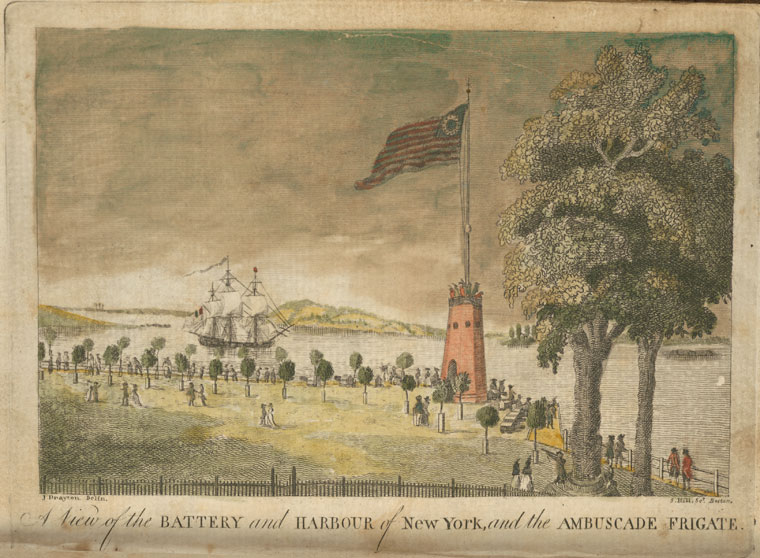
Vista de Battery Park 1793 grabado por Samuel Hill
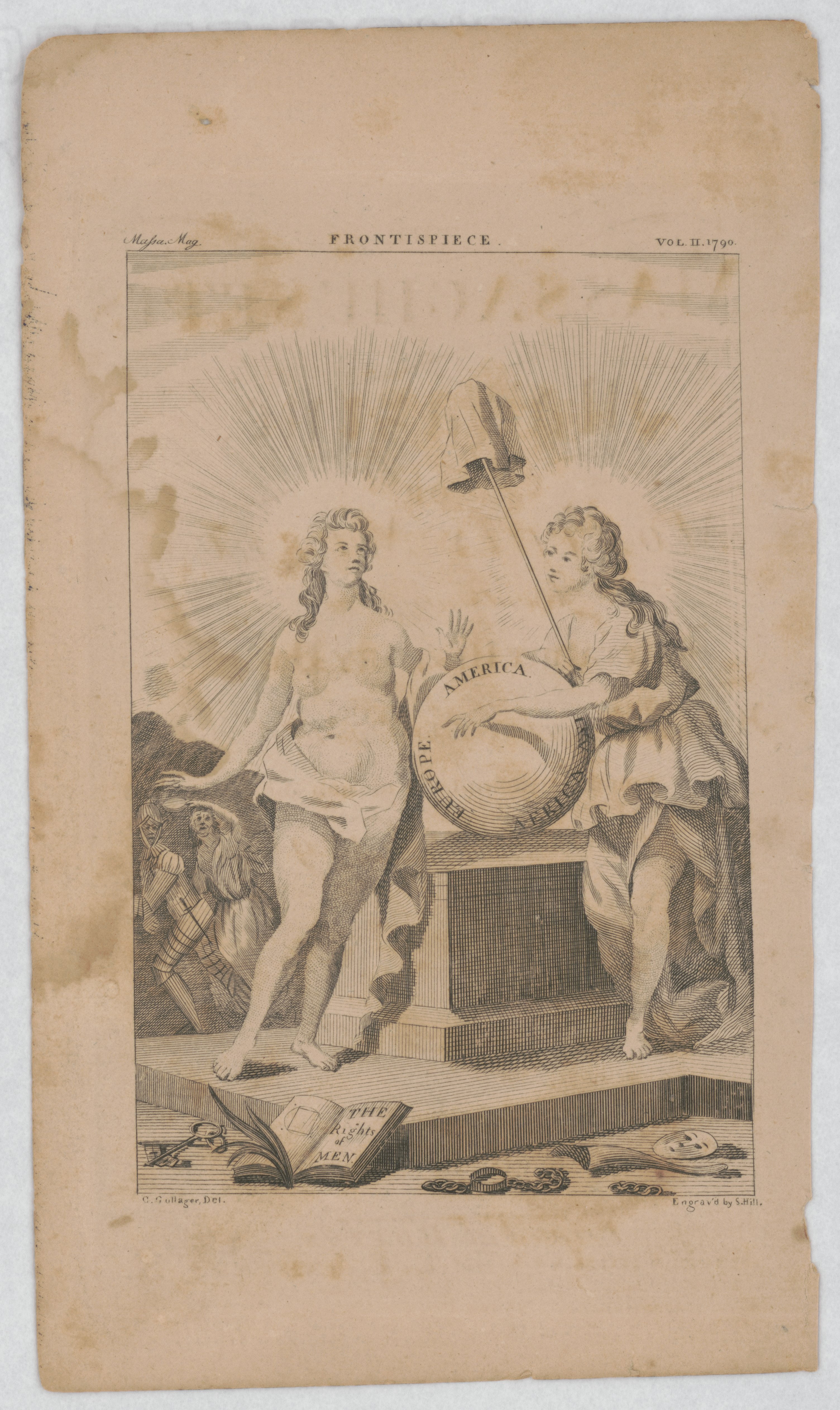
Frontispiece / C. Gullager grabado por Samuel Hill
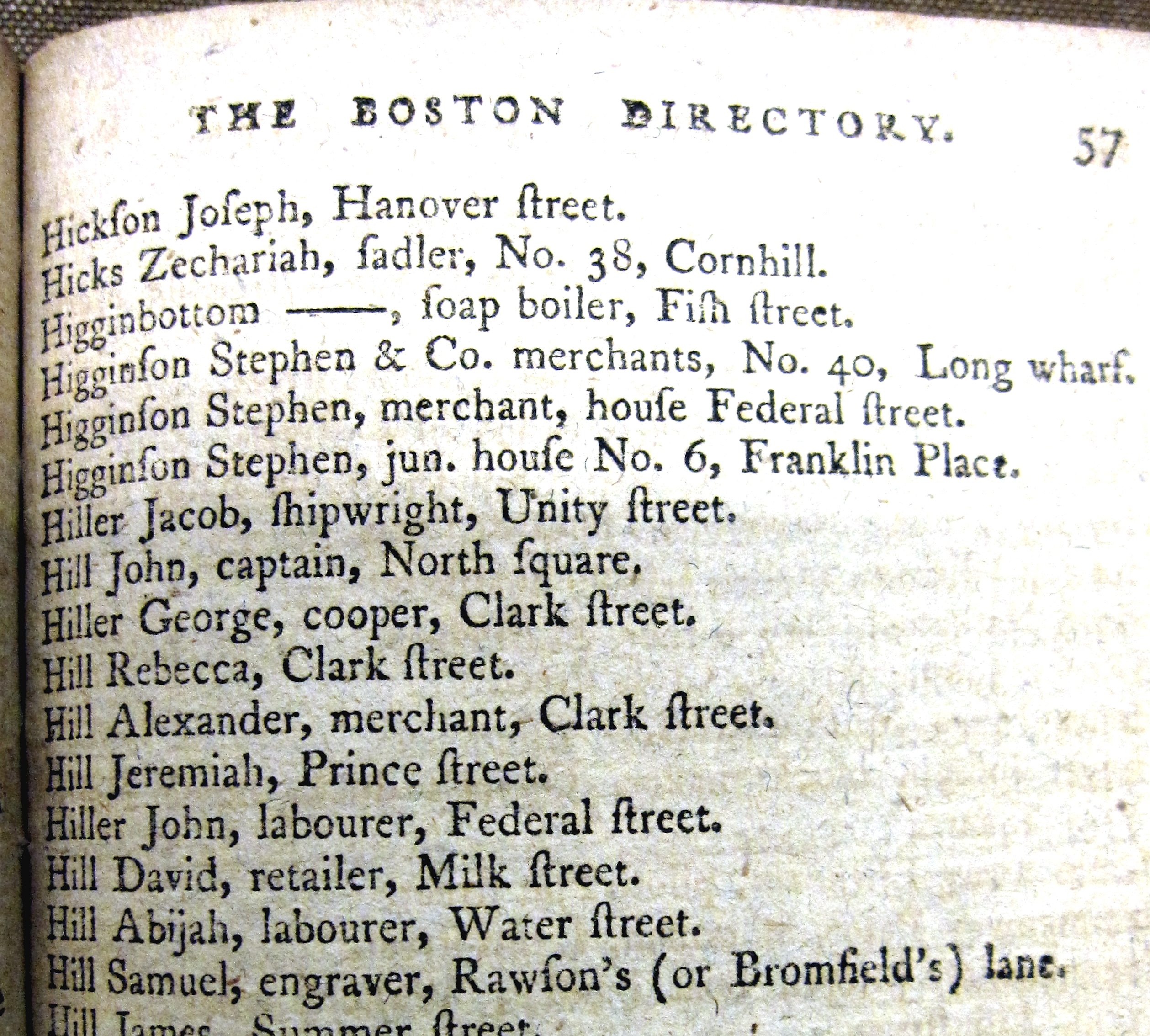
Directorio de Boston de 1796, aparece el grabador Samuel Hill